# Florinda Bolkan
Florinda Bolkan, née le 15 février 1941 à Uruburetama (Ceará), est une actrice brésilienne ayant fait carrière dans le cinéma italien.

## Biographie
Florinda Bolkan est née le 15 février 1941, à Uruburetama, dans l'état de Ceará, au nord-est du Brésil. Orpheline très tôt de son père, l'homme politique José Pedro Soares Bulcão (pt) (1873-1942), et petite-fille d'un ecclésiastique, elle commence à travailler comme hôtesse de l'air dans la compagnie aérienne brésilienne Varig, apprenant à parler italien, français et anglais. Lors d'un de ses nombreux voyages d'affaires, elle est remarquée en 1968 par la comtesse Marina Cicogna, une productrice de cinéma qui l'introduit dans le monde de la jet-set en l'emmenant avec elle en vacances à Ischia.
C'est là que Luchino Visconti, cousin de la comtesse et également présent sur l'île en vacances, après avoir improvisé une audition pour elle, décide de lui faire jouer un petit rôle dans son film en cours à l'époque : Les Damnés. À la même époque, elle obtient des rôles mineurs dans Candy (1968) de Christian Marquand, dans lequel elle joue aux côtés du membre des Beatles Ringo Starr, Les Intouchables (1969) de Giuliano Montaldo et dans Una ragazza piuttosto complicata (1969) de Damiano Damiani aux côtés de Catherine Spaak et Jean Sorel.
Après le film de Visconti, on lui a offert des rôles importants. Elle joue dans Le Voleur de crimes de Nadine Trintignant (1969), aux côtés de son mari Jean-Louis. Elle est la Nina infidèle dans Disons, un soir à dîner (1969) de Giuseppe Patroni Griffi et adapté de sa pièce de théâtre homonyme, face à Trintignant, Tony Musante et Annie Girardot, ce qui lui vaut une targa d'oro à la 14e cérémonie des David di Donatello. Le thème de la bande originale, composé par Ennio Morricone, a été enregistré par Bolkan elle-même dans une version chantée (non utilisée dans le film), avec des paroles de Giuseppe Patroni Griffi, dans le 45 tours Metti, una sera a cena/Oggi te ne vai, édité la même année par la maison de disques DET Recording. La même année, elle travaille ensuite dans Exécutions (1969) de Romolo Guerrieri, aux côtés de Franco Nero et Delia Boccardo.

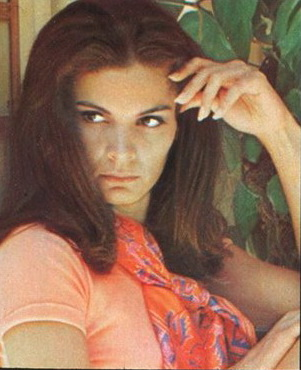
Florinda Bolkan en janvier 1970.

Le charme sensuel et quelque peu mystérieux de la jeune Brésilienne — exacerbé, dans l'esprit du public, par son orientation saphique,, — lui ouvre une carrière à succès en Italie, où l'actrice s'installe, s'illustrant dans une série de films (presque tous produits par Cicogna, devenue entre-temps sa compagne dans la vie) dans lesquels elle joue d'autres rôles principaux.
Parmi celles-ci, citons le rôle d'Augusta Terzi, la maîtresse perverse du policier psychopathe et refoulé joué par Gian Maria Volonté, dans Enquête sur un citoyen au-dessus de tout soupçon (1970) d'Elio Petri ; celui de Flavia dans le giallo religieux Flavia la défroquée (1974) de Gianfranco Mingozzi ; celui de la bisexuelle Carol Hammond dans Le Venin de la peur (1971) et celui de la « maciara » dans La Longue Nuit de l'exorcisme (1972), tous deux de Lucio Fulci ; celui de la malheureuse ouvrière calabraise Clara Mataro dans Una breve vacanza (1973) de Vittorio De Sica et celui de la femme séparée du musicien Tony Musante dans Adieu à Venise (1970) d'Enrico Maria Salerno.
Grâce à cette dernière interprétation, elle a remporté le premier David di Donatello de la meilleure actrice principale. Après avoir tourné le film Romance (1971) de Piero Schivazappa aux côtés de Massimo Ranieri et Un homme à respecter (1972) de Michele Lupo aux côtés de Giuliano Gemma et Kirk Douglas, elle est à nouveau dirigée par Salerno dans Chers Parents (1973), dans le rôle d'une femme qui tente en vain de reconquérir sa fille, interprétée par Maria Schneider, une prestation qui lui vaut son deuxième David di Donatello. Après le film de Nadine Trintignant, elle revient au cinéma français dans Le Droit d'aimer (1972) d'Éric Le Hung d'après la nouvelle de Françoise Xenakis Elle lui dirait dans l'île et dans Le Mouton enragé (1974) de Michel Deville où elle croise de nouveau Jean-Louis Trintignant ainsi que Jane Birkin et Romy Schneider.
Au cours d'une carrière de plus de cinquante ans, Bolkan a joué dans plus de quarante œuvres, dont certaines également pour le petit écran. La plus célèbre série dans sa filmographie télévisuelle est La Mafia, qui a valu à Rai 1 des pics d'audience élevés et qui l'a vue dans le rôle de la comtesse Olga Camastra dans les première, deuxième et septième saisons. En 2000, elle s'est également essayée à la réalisation avec le long métrage Eu Não Conhecia Tururú (pt), qu'elle a également coproduit, écrit et interprété.

## Filmographie

### Actrice de cinéma
- 1968 : Candy de Christian Marquand : Lolita
- 1969 : Una ragazza piuttosto complicata de Damiano Damiani : Greta
- 1969 : Les Intouchables (Gli intoccabili) de Giuliano Montaldo : Joni Adamo
- 1969 : Disons, un soir à dîner (Metti una sera a cena) de Giuseppe Patroni Griffi : Nina
- 1969 : Le Voleur de crimes de Nadine Trintignant : Florinda
- 1969 : Exécutions (Un detective) de Romolo Guerrieri : Vera Fontana
- 1969 : Les Damnés (La caduta degli dei) de Luchino Visconti : Olga
- 1970 : Enquête sur un citoyen au-dessus de tout soupçon (Indagine su un cittadino al di sopra di ogni sospetto) d'Elio Petri : Augusta Terzi
- 1970 : Adieu à Venise (Anonimo veneziano) d'Enrico Maria Salerno : Valeria
- 1970 : Une saison en enfer (Una stagione all’inferno) de Nelo Risi : Gennet
- 1970 : Et vint le jour des citrons noirs (E venne il giorno dei limoni neri) de Camillo Bazzoni : Rossana Sciortino
- 1971 : Romance (Incontro) de Piero Schivazappa : Claudia Ridolfi
- 1971 : La Vallée perdue (The Last Valley) de James Clavell : Erica
- 1971 : Le Venin de la peur (Una lucertola con la pelle di donna) de Lucio Fulci : Carol Hammond
- 1972 : Le Droit d'aimer, d'Éric Le Hung d'après Elle lui dirait dans l'île, nouvelle de Françoise Xenakis : Helena
- 1972 : Un homme à respecter (Un uomo da rispettare) de Michele Lupo : Anna
- 1972 : La Longue Nuit de l'exorcisme (Non si sevizia un paperino) de Lucio Fulci : Maciara
- 1973 : Una breve vacanza de Vittorio De Sica : Clara Mataro
- 1973 : Chers Parents (Cari genitori) d'Enrico Maria Salerno : Giulia Bonanni
- 1974 : Le Mouton enragé de Michel Deville : Flora Danieli
- 1974 : Flavia la défroquée (Flavia, la monaca musulmana) de Gianfranco Mingozzi[11] : Flavia Gaetani
- 1975 : Le orme de Luigi Bazzoni : Alice Campos / Alice Cespi
- 1975 : Le Froussard héroïque (Royal Flash) de Richard Lester : Lola Montez
- 1975 : Assassinat à Sarajevo (Atentat u Sarajevu) de Veljko Bulajić : Sophie
- 1976 : Pudeurs à l'italienne (Il comune senso del pudore) d'Alberto Sordi : Dr. Loredana Davoli
- 1978 : Die Wölfin vom Teufelsmoor (de) de Helmut Pfandler : Walpurga Vendel, la sorcière de Erlehof
- 1978 : La Dernière Maison sur la plage (La settima donna) de Francesco Prosperi : Sœur Cristina
- 1979 : Violence à Manaos (Manaos) d'Alberto Vázquez-Figueroa : Manuela Aranda
- 1983 : Acqua e sapone de Carlo Verdone : Wilma Walsh
- 1983 : Legati da tenere amicizia d'Alfredo Giannetti : Adelaide
- 1985 : L'Enchaîné (La gabbia) de Giuseppe Patroni Griffi : Hélène
- 1988 : Some Girls de Michael Hoffman : Mrs. D'Arc
- 1989 : Prisoner of Rio (en) (Więzień Rio) de Lech Majewski : Stella
- 1989 : Portaritratto con signora d'Adriana Zanese
- 1991 : Miliardi de Carlo Vanzina : Margherita
- 1994 : Delitto passionale (it) de Flavio Mogherini : Giulia
- 1995 : La strana storia di Olga O (it) d'Antonio Bonifacio (it) : Sheila Altman
- 1996 : L'Ombre du pharaon de Souheil Ben-Barka
- 1998 : Bela Donna (pt) de Fábio Barreto : Māe Ana
- 2000 : Eu Não Conhecia Tururú (pt) de Florinda Bolkan : Eleonora
- 2003 : Cattive inclinazioni de Pierfrancesco Campanella (it) : Mirta Valenti
- 2019 : Magari de Ginevra Elkann

### Actrice de télévision
- 1984 : La Pieuvre de Damiano Damiani
- 1985 : La Pieuvre II de Florestano Vancini
- 1989 : La formula mancata de Carlo Lizzani
- 1989 : Une famille formidable de Joël Santoni
- 1992 : Missione d'amore de Dino Risi

### Réalisatrice
- 2000 : Eu Não Conhecia Tururú (pt)

## Distinctions
| Année | Distinction                          | Catégorie                         | Film                             | Résultat   |
| ----- | ------------------------------------ | --------------------------------- | -------------------------------- | ---------- |
| 1969  | David di Donatello                   | Assiette d'or                     | Disons, un soir à dîner          | Lauréat    |
| 1969  | David di Donatello                   | Assiette d'or                     | Una ragazza piuttosto complicata | Lauréat    |
| 1971  | David di Donatello                   | Meilleure actrice                 | Adieu à Venise                   | Lauréat    |
| 1973  | David di Donatello                   | Meilleure actrice                 | Cari genitori                    | Lauréat    |
| 1975  | New York Film Critics Circle         | Meilleure actrice                 | Una breve vacanza                | 2e place   |
| 1975  | Los Angeles Film Critics Association | Meilleure actrice                 | Una breve vacanza                | Lauréat    |
| 2000  | Festival du film de Gramado          | Prix Kikito d'or du meilleur film | Eu Não Conhecia Tururu           | Nomination |
| 2002  | Roseto First Work Festival           | Prix Career Rose                  | —                                | Lauréat    |